# Le Folgoët
Le Folgoët település Franciaországban, Finistère megyében. Lakosainak száma 3290 fő (2022. január 1.). Le Folgoët Le Drennec, Kernilis, Kernouës, Lanarvily, Lesneven, Ploudaniel és Saint-Frégant községekkel határos.

## Népesség
A település népességének változása:
| Lakosok száma | 1459 | 2816 | 3094 | 3045 | 3142 | 3156 | 3187 | 3215 | 3239 | 3290 |
|               | 1968 | 1982 | 1990 | 2006 | 2013 | 2015 | 2017 | 2019 | 2020 | 2022 |